# Galerie Georges Giroux
Galerie Georges Giroux was een van de meest toonaangevende galeries in Brussel tijdens de eerste helft van de 20ste eeuw.
Het adres was Koningstraat, 88, later 26. Ze verhuisde in 1920 naar de Regentschapslaan 43. De galerie was actief tot in 1960.

## Geschiedenis
Georges Giroux was afkomstig uit het Franse Mâcon en had een modezaak in Brussel die hij uitbaatte samen met zijn vrouw, een bekende modeontwerpster. Hij woonde in Watermaal-Bosvoorde, waar de gereputeerde kunstkenner J.F. Elslander zijn buurman was. Deze wijdde hem in in de Brusselse kunstkringen en Giroux begon te verzamelen. Door contacten met (vooral Brusselse) kunstenaars groeide het idee om een professioneel geleide galerie te beginnen. De opening was op 16 maart 1912. De modezaak was gevestigd op hetzelfde adres.  Het succes van de modezaak hielp de galerie te overleven, doordat de expositie lang niet altijd een verkoopsucces waren. 
Na het overlijden van Giroux in 1923 zette zijn vrouw de galerie voort tot aan haar dood. Een neef, Georges Willems, zette haar op zijn beurt voort tot eind 1960.
De galerie verwees vaak naar zichzelf met het letterwoord "GGG".

## Trivia
- Deze galerie bracht in 1921 het lithoalbum Scènes de la Vie du Christ van James Ensor op de markt. De inschrijvingen waren al geopend in januari 1920 ten tijde van Ensors individuele tentoonstelling in de galerie.
- Kunstschilder Ramah schilderde een dubbelportret van Giroux en zijn echtgenote.
- De galerie organiseerde ook kunstveilingen, onder andere een veiling van de collectie van Walter Schwarzenberg (1932).